# Орден Народної освіти (Португалія)
Орден Народної освіти (порт. Ordem da Instrução Pública) — державна нагорода Португалії за цивільні заслуги.

## Історія
У квітні 1927 року Президент Португалії Антоніу Ошкар де Фрагозу Кармона заснував орден Освіти і благодійності, який 30 січня 1929 року був розділений на самостійні нагороди: орден Благодійності і орден Народної освіти.
У 1962 році в статут ордена внесено зміни: клас кавалера (CvIP) і дами (DmIP) ордена замінені на медаль (MIP).

## Положення
Орден Народної освіти вручається громадянам за високі досягнення та заслуги у сфері освіти та навчання. Орден може бути вручений як колективна нагорода установам і населеним пунктам в якості Почесного члена (MHIP). Орден може бути вручений іноземним громадянам.
Орден складається з п'яти класів, яким вручаються відповідні інсигнії:
- Кавалер Великого хреста — знак ордена на широкій стрічці, що носиться через все плече і позолочена зірка на лівій стороні грудей.
- Гранд-офіцер — знак ордена на шийній стрічці і позолочена зірка на лівій стороні грудей.
- Командор — знак ордена на шийній стрічці і срібна зірка на лівій стороні грудей.
- Офіцер — нагрудний знак ордену на стрічці з розеткою.
- Медаль — нагрудний знак на стрічці.

Орденські планки і постномінальні літери
| Кавалер Великого хреста | Гранд-офіцер | Командор | Офіцер | Медаль |
|                         |              |          |        |        |
| GCIP                    | GOIP         | ComIP    | OIP    | MIP    |

## Опис
Знак ордена — дві золоті пальмові гілки, з'єднані у вигляді вінка.
Знак за допомогою кільця кріпиться до орденської стрічки.
Зірка складається з двох накладених одна на одну восьмипроменевих зірок: нижня складається з безлічі різнорівневих промінчиків, які пучками формують восьмипроменеву зірку, верхня плоска з синьої емалі з бортиком, на яку накладені дві пальмові гілки з державним середнім гербом Португалії в центрі. Гілки біля основи перевиті стрічкою білої емалі з написом золотими літерами: «INSTRUÇÃO PÚBLICA».
Стрічка ордена шовкова муарова жовтого кольору.